# Палау на летних Олимпийских играх 2020
Республика Палау на летних Олимпийских играх 2020 года в Токио (Япония) была представлена 3 спортсменами в 2 видах спорта. Сборная команда Палау в шестой раз в своей истории выступила на летних Олимпийских играх. Спортсменам не удалось завоевать ни одной медали.

## Состав сборной
Ниже приведён список спортсменов, представлявших Палау на летних Олимпийских играх 2020:
| Вид спорта      | Мужчины | Женщины | Всего |
| --------------- | ------- | ------- | ----- |
| Лёгкая атлетика | 1       | 0       | 1     |
| Плавание        | 1       | 1       | 2     |
| Всего           | 2       | 1       | 3     |

## Лёгкая атлетика
Беговые дисциплины
Мужчины
| Адриан Илилау | бег на 100 метров | 11,42 ЛР | 8 | Не квалифицировался | Не квалифицировался | Не квалифицировался | Не квалифицировался | Не квалифицировался | Не квалифицировался |

## Плавание
Мужчины
| Спортсмен            | Дистанция                | Квалификация | Квалификация | 1/2 финала          | 1/2 финала          | Финал               | Финал               |
| Спортсмен            | Дистанция                | Время        | Место        | Время               | Место               | Время               | Место               |
| -------------------- | ------------------------ | ------------ | ------------ | ------------------- | ------------------- | ------------------- | ------------------- |
| Шон Дингилиус-Уоллес | 50 метров вольным стилем | 27,46        | 67           | Не квалифицировался | Не квалифицировался | Не квалифицировался | Не квалифицировался |

Женщины
| Спортсмен      | Дистанция                | Квалификация | Квалификация | 1/2 финала           | 1/2 финала           | Финал                | Финал                |
| Спортсмен      | Дистанция                | Время        | Место        | Время                | Место                | Время                | Место                |
| -------------- | ------------------------ | ------------ | ------------ | -------------------- | -------------------- | -------------------- | -------------------- |
| Осисанг Чилтон | 50 метров вольным стилем | 30,67        | 73           | Не квалифицировалась | Не квалифицировалась | Не квалифицировалась | Не квалифицировалась |